# Cristóbal Peña Abuín
Pour les articles homonymes, voir Peña (homonymie).
Cristóbal Peña Abuín, né à San Fernando le 4 mars 1872 et mort le 21 mars 1953 à Madrid, est un militaire espagnol ayant atteint le grade de général de division dans l'armée de terre espagnole.

## Biographie
Né le 4 mars 1872, Cristóbal Peña Abuín entre dans l'armée le 28 août 1889. Formé à l'Académie générale militaire, il rejoint ensuite l'académie de cavalerie dont il sort en 1893 avec le grade de sous-lieutenant.
Faisant sa carrière dans l'arme de cavalerie, il participe à la Guerre d'indépendance cubaine dont il ressort avec la grade de capitaine. Il est professeur à l'académie de cavalerie de Valladolid (es) entre 1912 et 1917, année où il devient lieutenant-colonel. En 1930, il accède au grade de général de division et est nommé gouverneur militaire de Ferrol. Au cours de la Deuxième République, il est nommé gouverneur militaire de Madrid et, entre 1933 et 1936, il commande la division de cavalerie.
Lorsque la guerre civile éclate, Peña Abuín reste fidèle à la République. Il ne se soulève pas, et ne tente pas d'empêcher certains de ses subordonnés de rejoindre la rébellion. En 1937, n'occupant aucun commandement actif durant la guerre et atteint par la limite d'âge, il passe en situation de réserve par décret et prend sa retraite,.
Il meurt en mars 1953 à Madrid, à l'âge de 81 ans.

## Distinctions
- Grand-croix de l'Ordre royal et militaire de Saint-Herménégilde
- Grand-croix de l'Ordre du Mérite naval avec décoration blanche